# Губино (Томская область)
Гу́бино — деревня в Томском районе Томской области России. Входит в состав Моряковского сельского поселения. Население на 1 января 2015—559 чел.. Население 494 чел. (2021) .

## География
Находится на востоке региона, на берегу реки Куртук.
Географическое положение
Расстояние до:
- областного и районного центра г. Томск: 12 км.

- центра поселения с. Моряковский Затон: 14 км.

## История
В соответствии с Законом Томской области от 12 ноября 2004 года № 241-ОЗ деревня вошла в муниципальное образование Моряковское сельское поселение.

## Население
| 2002 | 2008 | 2009 | 2010 | 2011 | 2012 | 2013 | 2014 | 2015 |
| ---- | ---- | ---- | ---- | ---- | ---- | ---- | ---- | ---- |
| 475  | ↘447 | ↗449 | ↗554 | ↗556 | ↘555 | ↗558 | →558 | ↗559 |
| 2021 |      |      |      |      |      |      |      |      |
| ↘494 |      |      |      |      |      |      |      |      |

## Инфраструктура
В Губино работают библиотека и сельский Дом культуры, входящие в состав Моряковского сельского культурного комплекса.
6 марта 2016 года открыт Храма святителя Николая Чудотворца.
Кладбище находится по адресу: ул. Промышленная, 14.

## Транспорт
Автобусное сообщение с Томском осуществляется с помощью пригородного автобусного маршрута № 134 (Томск — Моряковский Затон), курсирующего с томского автовокзала.